# ورنی واتسون-جانسون
ورنی واتسون-جانسون (به انگلیسی: Vernee Watson-Johnson) (زاده ۱۴ ژانویهٔ ۱۹۵۴) بازیگر آمریکایی است.
از فیلم‌های معروف او می‌توان به بازی در فیلم آنتوان فیشر، کریسمس در کنار خانواده کرنک اشاره کرد.